# Барак (Люблінське воєводство)
Барак (пол. Barak) — село в Польщі, у гміні Ясткув Люблінського повіту Люблінського воєводства.
Населення — 138 осіб (2011).

## Демографія
Демографічна структура станом на 31 березня 2011 року:
|          | Загалом | Допрацездатний вік | Працездатний вік | Постпрацездатний вік |
| -------- | ------- | ------------------ | ---------------- | -------------------- |
| Чоловіки | 61      | 8                  | 48               | 5                    |
| Жінки    | 77      | 12                 | 50               | 15                   |
| Разом    | 138     | 20                 | 98               | 20                   |